# جوناس برجلاند
جوناس برجلاند (بالسويدية: Jonas Berglund)‏ هو لاعب هوكي الجليد سويدي، ولد في 4 ديسمبر 1990 في Älvsbyn ‏ في السويد.

## وصلات خارجية
- جوناس برجلاند على موقع EliteProspects.com (الإنجليزية)
- جوناس برجلاند على موقع HockeyDB.com (الإنجليزية)